# Utricularia babui
Utricularia babui är en tätörtsväxtart som beskrevs av S.R.Yadav, Sardesai och S.P.Gaikwad. Utricularia babui ingår i släktet bläddror, och familjen tätörtsväxter. Inga underarter finns listade i Catalogue of Life.

## Bildgalleri

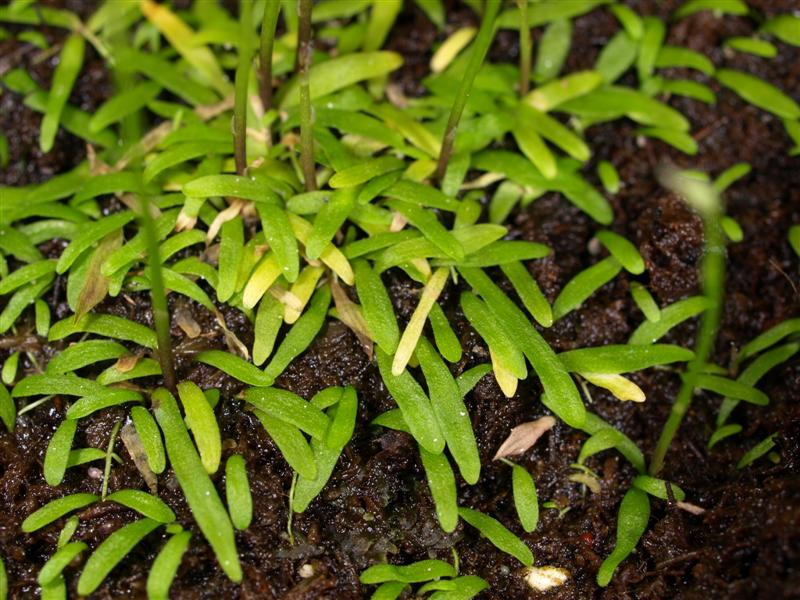